# Motorola MC14500B

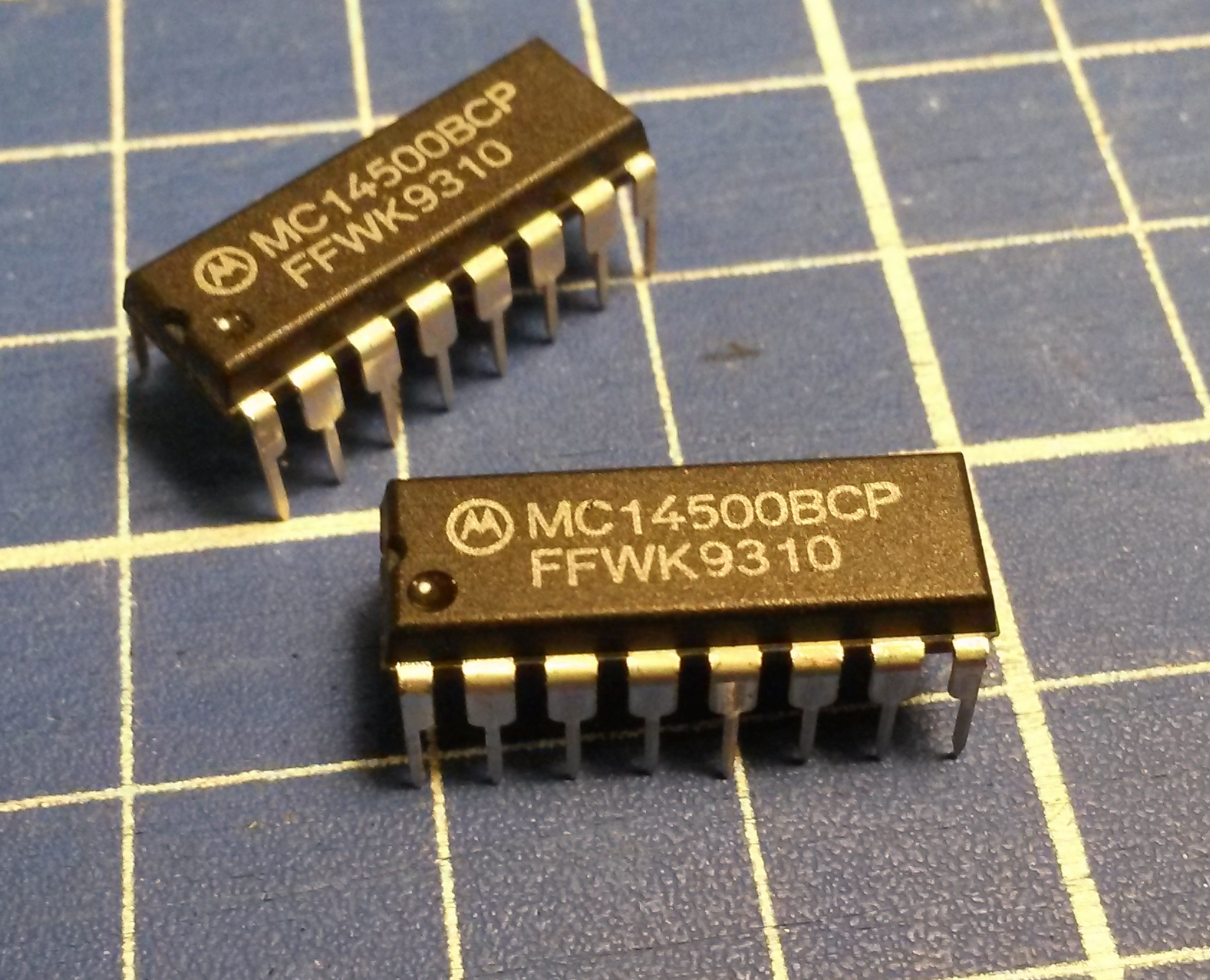
Однобитный микропроцессор MC14500BCP

Motorola MC14500B Industrial Control Unit (ICU, промышленный блок управления) — однобитный микропроцессор, спроектированный для применения в простых системах управления. Выпущен компанией Motorola в 1977 году, технология КМОП.
MC14500B хорошо подходит для реализации релейно-контактной логики, и поэтому может быть использован для замены релейных схем и ПЛК. MC14500B не имеет счётчика команд, поэтому размер поддерживаемой памяти зависит от программной реализации счетчика команд. Система команд состоит всего из 16 команд.
Архитектура MC14500B схожа с архитектурой компьютеров DEC PDP-14.
Варианты:
- Motorola MC14500BAL
- Motorola MC14500BCL

Современная версия компьютера в стиле ретро на базе этого процессора - PLC14500-Nano. Он сертифицирован как Open Source Hardware PL000011, так что любой желающий может ознакомиться с его дизайном и самостоятельно собрать его.